# Бреку
Бреку (енгл. Brecqhou) је једно од острва из групе Каналских острва. Административно је део крунског поседа Гернзи као део Сарка. Острво се налази у приватном власништву.
Острво је величине 200 хектара.